# Мануел Дуарті
Мануел Алмейда Дуарті (порт. Manuel de Almeida Duarte; 29 травня 1945, Селоріку-де-Башту, Португалія — 2 вересня 2022) — португальський футболіст, нападник.

## Клубна кар'єра
Народився в Селоріку-де-Башту, округ Брага. За 16-річну професіональну кар'єру грав за «Академіку» (Коїмбра), «Лейшойш», «Спортінг» (Лісабон), «Порту», «Варжин» та «Фафе». Протягом 9-и сезонів, проведених у Прімейра-Лізі, зіграв 79 матчів, в яких відзначився 32 голами. А в складі останніх двох з вище вказаних у Сегунда-Лізі. Футбольну кар'єру завершив у віці 39 років, протягом останніх 5 років кар'єру гравця виступав у 4-х аматорських клубів.
Дуарте забив 11 голів у кар'єрі (у 19 матчах) у сезоні 1966/67 років, допомігши «Спортінгу» посісти четверту позицію.

## Кар'єра в збірній
У 1966 році зіграв 2 поєдинку у футболці національної збірної Португалії. Поїхав на чемпіонаті світу 1966 року, проте на турнірі не зіграв жодного матчу.

## Досягнення

### У збірній
- Чемпіонат світу
  -  Бронзовий призер (1): 1966